# Piet Keizer (voetballer)
Petrus Johannes (Piet) Keizer (Amsterdam, 14 juni 1943 – aldaar, 10 februari 2017) was een Nederlands profvoetballer. Hij was de linksbuiten van de gouden voorhoede van Ajax, in de tijd dat deze club drie jaar achter elkaar de Europacup I won. Uitkomend voor Ajax was hij een van de meest scorende spelers. Keizer speelde 34 maal voor het Nederlands elftal.
Hij stond in de schaduw van Johan Cruijff, met wie hij het zogenaamde koningskoppel vormde. Keizer maakte veelvuldig gebruik van de schaarbeweging.

## Carrière

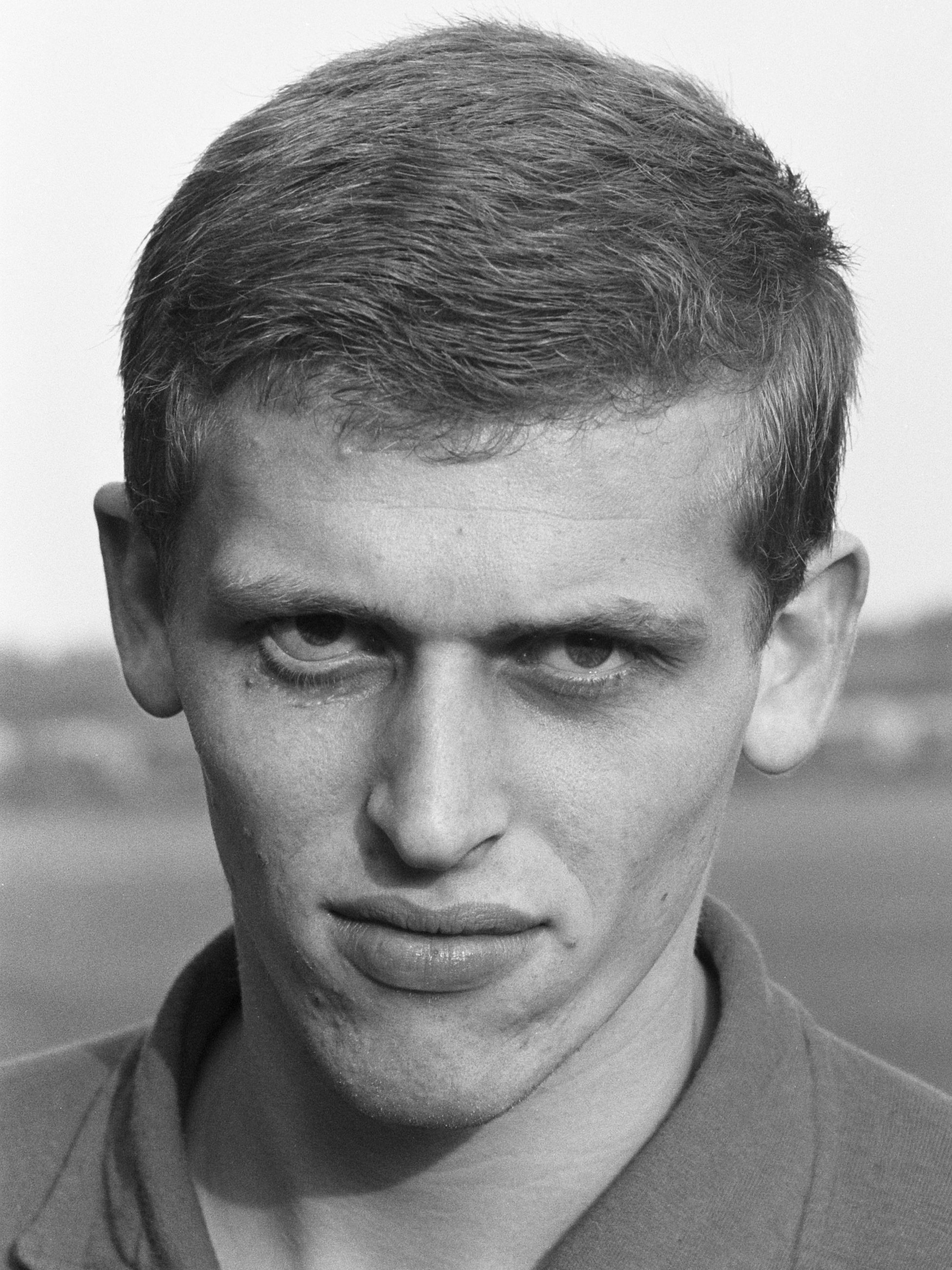
Piet Keizer, 1962

Keizer debuteerde in de hoofdmacht van Ajax op 5 februari 1961 in een thuiswedstrijd tegen Feijenoord. Deze wedstrijd werd met 1-0 door Ajax verloren.
Keizers positie in de vijfmans voorhoede uit die tijd was aanvankelijk linksbinnen. Er leek evenwel een vroegtijdig einde aan zijn carrière te komen toen hij op 25 maart 1964 in het bekerduel tegen DWS na een kopduel buiten bewustzijn raakte. In het ziekenhuis bleek dat hij een schedelbreuk had opgelopen. Tussen het hersenvlies en de breuk vormde zich een bloedprop en er bestond zelfs even de vrees dat Keizer nooit meer bij bewustzijn zou komen. Na een succesvolle operatie begon de lange revalidatie en op 13 december 1964 vierde hij zijn rentree. De nieuw aangestelde coach Rinus Michels liet Ajax overschakelen van het stopperspilsysteem naar 4-2-4, waardoor Keizer linksbuiten werd, met rugnummer 11. Dit kostte international Peet Petersen z'n basisplaats.
In totaal speelde Keizer 490 wedstrijden voor de Amsterdammers, waarvan 365 in de nationale competitie. Hiermee staat hij vierde op de lijst van de officieuze Club van 100, achter Sjaak Swart met 463, Wim Suurbier met 393 en Danny Blind met 372 competitiewedstrijden. Keizer scoorde 189 doelpunten voor Ajax en is een van de weinige profvoetballers, die altijd bij één en dezelfde club bleven. In de jaren 70 behaalde hij met Ajax de grootste successen, waaronder de Europacup I in 1971, 1972 en 1973. Voor het Nederlands elftal kwam hij 34 keer uit, waarbij hij 11 keer het net vond. Zijn laatste interland vond plaats tijdens het Wereldkampioenschap van 1974, tegen Zweden. Deze wedstrijd eindigde in 0-0.
Zijn laatste duel voor Ajax speelde Keizer op 13 oktober 1974. Daarna hield hij zich lang afzijdig van het actieve voetbalgebeuren. In 2001 wisten de hoofdstedelingen hem over te halen zijn kennis weer in dienst te stellen van Ajax. Sinds april 2001 vervulde Keizer de rol van scout bij Ajax. In maart 2006 werd Keizer benoemd tot technisch adviseur, een functie die hij in februari 2008 gedwongen moest neerleggen.
Op 22 januari 2010 werd Keizer, samen met Sjaak Swart, benoemd tot erelid van Ajax. In februari 2011 keerde Keizer terug in een adviserende rol bij Ajax. Hij nam samen met zijn oud-collega Johan Cruijff en andere voormalige voetballers plaats in een "technisch platform", dat de club ging adviseren. Op 9 mei 2011 deed Keizer afstand van het erelidmaatschap.
Vanaf begin 2014 was hij actief als voetbalmakelaar en vormde hij samen met Peter R. de Vries en diens zoon het bureau PR Sportmanagement BV. De samenwerking met De Vries en zijn zoon eindigde alweer aan het eind van datzelfde jaar, "wegens een zakelijk verschil van inzicht". De twee gingen zonder hem verder.
Keizer overleed in 2017 aan de gevolgen van longkanker.
In november 2019 volgde de biografie Keizer over de linksbuiten, samengesteld door Bart Jungmann en Jaap Visser. Tegelijkertijd plaatste Kamp Seedorf een muurschildering op het gebouw Van Baerlestraat, Amsterdam-Zuid van Brasserie Keyzer. In 2005 had de gemeente Amsterdam al de Piet Keizerbrug naar hem vernoemd.

## Erelijst

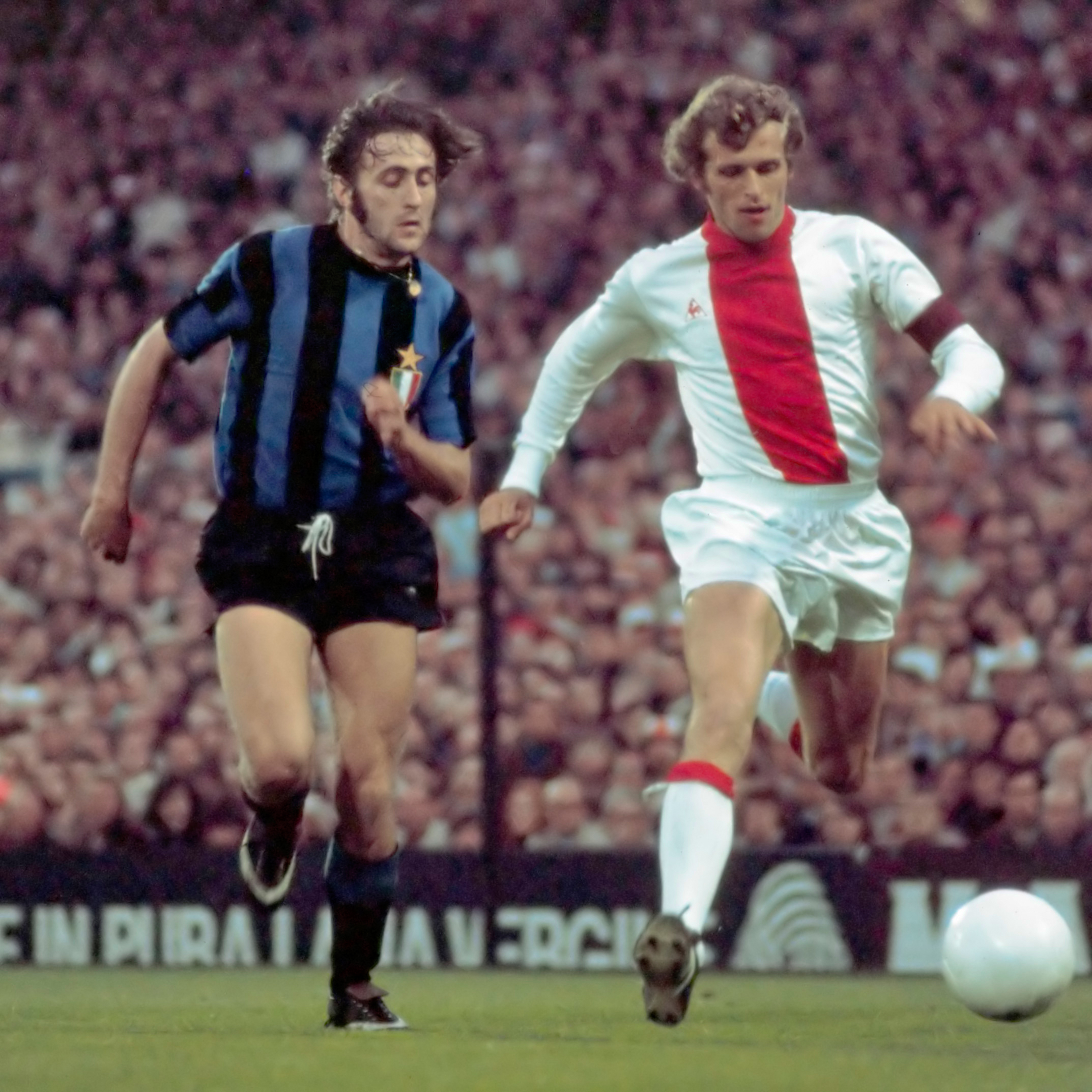
Keizer tijdens de finale van de Europacup I in 1972.

| Competitie                 |        |                                                      |      |      |
| Competitie                 | Aantal | Jaren                                                |      |      |
| Ajax                       | Ajax   | Ajax                                                 | Ajax | Ajax |
| -------------------------- | ------ | ---------------------------------------------------- | ---- | ---- |
| Mondiaal                   |        |                                                      |      |      |
| Wereldbeker voor clubteams | 1x     | 1972                                                 |      |      |
| Continentaal               |        |                                                      |      |      |
| Europacup I                | 3x     | 1970/71, 1971/72, 1972/73                            |      |      |
| Europese Supercup          | 2x     | 1972, 1973                                           |      |      |
| Intertoto Cup              | 2x     | 1961/62, poulewinnaar in 1968                        |      |      |
| Nationaal                  |        |                                                      |      |      |
| Eredivisie                 | 6x     | 1965/66, 1966/67, 1967/68, 1969/70, 1971/72, 1972/73 |      |      |
| KNVB beker                 | 5x     | 1960/61, 1966/67, 1969/70, 1970/71, 1971/72          |      |      |

## Privé
Keizer trouwde op 13 juni 1967 in Amsterdam met Jenny Hoopman. Het paar scheidde later.